# وزنة
وزنة هي قرية في مقاطعة نقدة، إيران. يقدر عدد سكانها بـ 272 نسمة بحسب إحصاء 2016.